# Condado de Moore (Carolina del Norte)
El condado de Moore (en inglés: Moore County, North Carolina), fundado en 1784, es uno de los 100 condados del estado estadounidense de Carolina del Norte. En el año 2000 tenía una población de 74 769 habitantes con densidad poblacional de 41 personas por km². La sede del condado es Carthage.

## Geografía
Según la Oficina del Censo, el condado tiene un área total de 1829 km² (706,2 mi²), de la cual 1808 km² (698,1 mi²) es tierra y 21 km² (8,1 mi²) es agua.

### Municipios
El condado se divide en diez municipios:
Municipio de Carthage, Municipio de Bensalem, Municipio de Sheffields, Municipio de Ritter, Municipio de Deep River, Municipio de Greenwood, Municipio de McNeill, Municipio de Sandhill, Municipio de Mineral Springs y Municipio de Little River.

### Condados adyacentes
- Condado de Chatham norte-noreste
- Condado de Lee noreste
- Condado de Harnett este
- Condado de Cumberland sureste
- Condado de Hoke sur-sureste
- Condado de Richmond sursudoeste
- Condado de Montgomery oeste
- Condado de Randolph norte-noroeste
- Condado de Scotland sur

## Demografía
En el 2000 la renta per cápita promedia del condado era de $41 240, y el ingreso promedio para una familia era de $48 492. El ingreso per cápita para el condado era de $23 377. En 2000 los hombres tenían un ingreso per cápita de $31 260 contra $23 526 para las mujeres. Alrededor del 11,40% de la población estaba bajo el umbral de pobreza nacional.

## Lugares

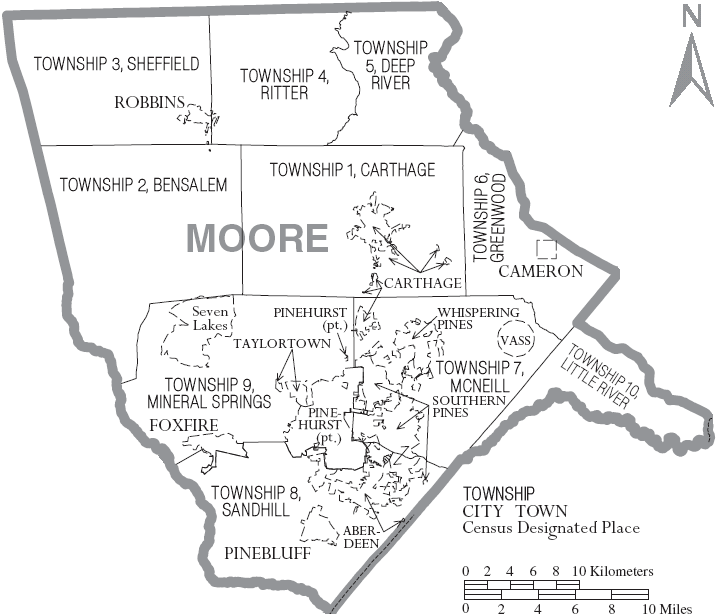
Mapa del Condado de Moore en Carolina del Norte con sus municipios

### Ciudades y pueblos
- Aberdeen
- Cameron
- Carthage
- Foxfire
- Pinebluff
- Pinehurst
- Robbins
- Seven Lakes
- Southern Pines
- Taylortown
- Vass
- West End
- Whispering Pines